# الزعريين (سيدي يحيى زعير)
الزعريين هي إحدى مشيخات المملكة المغربية، تتبع جغرافيا لعمالة الصخيرات تمارة وإداريًا لسيدي يحيى زعير. يقدر عدد سكانها بـ 7052 نسمة حسب الإحصاء الرسمي للسكان والسكنى لسنة 2004.